# Tamboyoche y Topila
Tamboyoche y Topila är en ort i Mexiko.   Den ligger i kommunen Pánuco och delstaten Veracruz, i den östra delen av landet, 300 km norr om huvudstaden Mexico City. Tamboyoche y Topila ligger 6 meter över havet och antalet invånare är 112.
Terrängen runt Tamboyoche y Topila är platt. Runt Tamboyoche y Topila är det ganska glesbefolkat, med 30 invånare per kvadratkilometer. Närmaste större samhälle är Pánuco, 13,6 km väster om Tamboyoche y Topila. Trakten runt Tamboyoche y Topila består till största delen av jordbruksmark.